# Fórnoles
Fórnoles (aragónul Fórnols) település Spanyolországban, Teruel tartományban. Fórnoles Valjunquera, La Fresneda, La Portellada, Ráfales, Belmonte de San José és La Codoñera községekkel határos. Lakosainak száma 72 fő (2024).

## Népesség
A település népessége az utóbbi években az alábbiak szerint változott:
| Lakosok száma | 103  | 103  | 104  | 99   | 105  | 78   | 78   | 80   | 86   | 72   |
|               | 2001 | 2004 | 2007 | 2009 | 2012 | 2014 | 2017 | 2019 | 2022 | 2024 |